# De begijntjes
De begijntjes zijn een groep personages uit de Vlaamse stripreeks Jommeke. Zij zijn de leden van een religieuze orde die bevriend zijn met Jommeke. 

## Omschrijving
De begijntjes wonen op het begijnhof van Zonnedorp. Begijnen zijn geen kloosterorde en worden dan ook weleens foutief als nonnen aangeduid, ook in de reeks. De begijntjes corrigeren dit zelf ook, door er op te wijzen dat zij begijnen zijn. 
De begijntjes zijn steeds in een zwarte habijt met witte kap gekleed. Sporadisch is hun habijt eens korter, waardoor hun benen te zien zijn. In sommige albums zijn de begijntjes in nachtkledij te zien, maar steeds hebben ze hun kap op, waardoor het raden is naar de vorm en kleur van hun kapsel. 
Zij komen voor het eerst voor in album nr. 8, De ooievaar van Begonia. Toen waren ze nog met zo'n 33 en hadden ze een eigen kapel. Gaandeweg daalt hun aantal in de reeks. In de jongste albums zijn ze nog met zo'n 6. Begonia, Eufrasie en Prudentia zijn de meest voorkomende begijntjes. Doorheen de reeks zouden de namen van de andere begijntjes en hun uiterlijk weleens door elkaar gehaald worden.

## Individuele begijnen
- Begonia : Begonia is de meest voorkomende begijn in de reeks. Hoewel er nergens sprake is van een overste, is het duidelijk dat zij de leiding heeft over het begijnhof. Begonia is een grote slanke vrouw. Ze draagt een bril met kleine ronde glazen. Zij is de pleegmoeder van de ooievaar Hieroniemus. Het is de enige begijn van wie geweten is dat zij voor haar intrede in het begijnhof nog verliefd is geweest.
- Eufrasie : Eufrasie is de kleinste van de begijnen en wordt ook weleens Eufrasieke genoemd. Het is een heel kleine en dikke vrouw. Zij is nog kleiner dan Jommeke en zijn vrienden. Zij is een haantje-de-voorste en niet op haar mond gevallen. Hoewel ze heel klein is, is ze bedreven in judo en verslaat ze met gemak grotere mannen. Ze verslaat zelfs de gorilla Mataboe, waardoor hij verliefd op haar wordt. Hoewel zijn liefde voor haar niet beantwoord wordt, blijft er wel een speciale band tussen de twee bestaan.
- Prudentia : Prudentia is de oudste van de begijnen, volgens sommige albums al 85 jaar. Zij is potdoof en draagt steeds een hoorn bij haar oor om beter te horen. Ondanks dat hoort ze alles verkeerd. Ook in haar handelen is het duidelijk dat ze nu en dan eens alles volledig verkeerd begrijpt en de dingen soms niet vat. Ze is nauwelijks uit haar lood te slaan.
- Antonella : Antonella is in de oudste albums een grote, wat zwaardere begijn. Zij draagt geen bril en heeft een dikke ronde neus.
- Scholastica : Scholastica is in de oudste albums een grote, slanke begijn met een bril met grote ronde glazen.
- Ursula : Ursula is in de oudste albums een grote, slanke begijn met een klein bril met halfronde glazen.
- Eulalie : Eulalie is in de oudste albums een oudere begijn. Ze loopt voorovergebogen.
- Petronella : Petronella is in de oudste albums een van de jongere begijnen. Ze is groot en slank en heeft een lange spitse neus.

## Albums
De begijntjes komen voor in volgende albums: 
- 8. De ooievaar van Begonia
- 31. Knappe Mataboe
- 100. Het jubilee
- 104. De vlucht van Bella
- 137. Apen te koop
- 141. De bruid van El Toro
- 150. De gestoorde zeereis
- 190. Alarm in het begijnhof
- 205. De kopermicroben
- 209. Blinkende knopen
- 235. Mama Mataboe
- 238. Kamperen is plezant
- 241. Nobelprijs voor Gobelijn
- 251. Schattenjagers in Bokrijk
- 278. Het Nianmonster